# Alexandre Tikhonov (médecin)
Pour les articles homonymes, voir Tikhonov.
Pour le biathlète, voir Alexandre Tikhonov.
Alexandre Ivanovich Tikhonov (en russe : Александр Иванович Тихонов), né le 11 septembre 1938 à Kharkov en Union soviétique, est un scientifique russe, docteur en sciences, professeur émérite à l'Université nationale de pharmacie de Kharkiv. Travailleur émérite de la science et de la technologie de l'Ukraine (1990), Président de l'Association Ukrainienne de l'apithérapie, Membre de l'Académie ukrainienne des sciences à partir de 2006.
Lauréat du Prix d'Etat de l'Ukraine en science et de la technologie en 2013.
Il est diplômé de l'Institut de pharmacie de Kharkiv.
En 1983, il a défendu sa thèse de doctorat.
Entre 1985-2012 a dirigé la cathedre technologie de la drogue et entre 1991-2002 a été le vice-recteur de l'Université nationale de pharmacie de Kharkiv.
Récompensé avec l'ordre du Mérite du IIIe degré (1996) et du IIe degré (1998).